# Bettelwurfhütte
Die Bettelwurfhütte (Eigenschreibweise der Pächter: Bettelwurf Hütte) ist eine Schutzhütte der Sektion Innsbruck des Österreichischen Alpenvereins in 2077 m ü. A. Höhe auf der Südseite des Großen Bettelwurfs. Die Schutzhütte befindet sich im Karwendel in Tirol hoch über dem Halltal unweit von Hall in Tirol. 

## Geschichte

Die Einweihung der Bettelwurfhütte am 8. September 1894. Dahinter der Kleine und der Große Bettelwurf

Die Erbauung der Bettelwurfhütte wurde in den Jahren 1891 bis 1893 von dem Innsbrucker Bergpionier Julius Pock initiiert. Nachdem 1893 die Hütte bei der Tiroler Landesausstellung in Innsbruck ausgestellt war, wurde sie im Jahr 1894 zu ihrem Bestimmungsort transportiert und dort wieder aufgebaut. Die ursprünglich sehr kleine Hütte wurde anfangs als Selbstversorgerhütte betrieben und erst ab 1902 bewirtschaftet. Bereits 1904 wurde die Hütte um ein Schlafhaus erweitert. Weitere Modernisierungen waren die Errichtung eines Stromaggregats 1964, der Bau einer Materialseilbahn 1966 und der moderne Sanitärtrakt 2003. 

## Wege
Wegen der aussichtsreichen Lage und den reizvollen Tourenmöglichkeiten ist die Hütte für Bergsteiger ein beliebter Stützpunkt bei längeren Touren im südlichen Karwendel. Darüber hinaus können auch Tagesgäste aus dem Halltal den Hüttenweg bewältigen und nach einer Rast problemlos wieder am selben Tag absteigen. Vorrangig ist die Bettelwurfhütte jedoch ein wichtiger Stützpunkt am Innsbrucker Höhenweg, welcher von der Hafelekarspitze über die Pfeishütte hierher führt. Im Winter steht ein unverschlossener, beheizbarer Winterraum für Skitourengeher zur Verfügung, allerdings müssen lawinensichere Verhältnisse herrschen, um in der Umgebung der Hütte lohnende Skitouren gefahrlos unternehmen zu können. Die Hütte war Ziel des „Bettelwurflaufs“, eines jährlich ausgetragenen Berglaufs, der bis 2012 veranstaltet wurde. Dieser wurde von Absam bis zur Hütte ausgetragen.

### Zugänge
- Von der Ladhütte im Halltal über den Hüttenweg, mittel, Gehzeit: 2,5 Stunden
- Von Sankt Magdalena (1287 m ü. A.) im Halltal, mittel, Gehzeit: 3,5 Stunden
- Von Absam durch das Halltal bis zur Ladhütte und Aufstieg über den Hüttenweg, mittel, Gehzeit: 3,5 Stunden
- Von Absam durch das Halltal über den Absamer Klettersteig (Schwierigkeit C, überwiegend A+B), Gehzeit: 4,5 Stunden

### Übergänge zu anderen Hütten
- Hallerangerhaus und Hallerangeralm über Lafatscher Joch (2081 m ü. A.) und Durchschlag, mittel, Gehzeit: 2,5 Stunden
- Pfeishütte über Lafatscher Joch und Stempeljoch (2215 m ü. A.), mittel, Gehzeit: 4 Stunden

### Gipfelbesteigungen
- Großer Bettelwurf (2726 m ü. A.) über Eisengattergrat (Normalweg), teilweise versichert, Gehzeit: 2 Stunden
- Kleiner Bettelwurf (2650 m ü. A.) über Klettersteig, nur mit entsprechender Ausrüstung, Gehzeit: 1,75 Stunden
- Speckkarspitze (2621 m ü. A.) über Lafatscher Joch und Südwestgrat, markiert, ungesichert, Gehzeit: 3 Stunden
- Kleiner Lafatscher (2636 m ü. A.) über Lafatscher Joch und Südflanken, markiert, schwierig, Gehzeit: 3 Stunden
- Großer Lafatscher (2696 m ü. A.) über Lafatscher Joch und Südflanke, weglos, schwierig, Gehzeit: 3,5 Stunden